# Конрадт, Джоди
Эдди Джо (Джоди) Конрадт (англ. Addie Jo "Jody" Conradt; род. 13 мая 1941, Голдтуэйт, Техас) — американский баскетбольный тренер. Тренировала женские сборные университетов Техаса с 1969 по 2007 год, в том числе команду Техасского университета в Остине с 1976 по 2007 год. Под руководством Конрадт эти команды одержали 900 побед в американских университетских соревнованиях, а в 1986 году сборная Техасского университета в Остине завоевала титул чемпионок NCAA, не проиграв ни одного матча за сезон. Со сборной США выиграла Панамериканские игры 1987 года. Неоднократно признавалась тренером года в США, в 1998 году включена в списки Зала славы баскетбола, а в 1999 году — в списки Зала славы женского баскетбола.

## Биография
Родилась в 1941 году в Голдтуэйте (Техас). Там же окончила среднюю школу. В старших классах играла за школьную баскетбольную сборную, в среднем за игру набирая по 40 очков. По окончании школы продолжила учёбу в Университете Бэйлора, где получила степень бакалавра физического воспитания в 1963 и магистра по той же специальности в 1969 году. В университете также играла в баскетбол в сборной команде и набирала в среднем по 20 очков за игру.
Тренерскую карьеру начинала как учитель физкультуры и помощник тренера команды девочек Мидуэйской средней школы в Уэйко под руководством тренера М. Т. Райса. По окончании университета начала в 1969 году работу тренером в Государственном университете Сэма Хьюстона, где на протяжении трёх учебных лет тренировала баскетбольную, волейбольную и легкоатлетическую команды девушек. В 1973 году получила должность директора по спортивной подготовке в Техасском университете в Арлингтоне. Обязанности Конрадт в этом вузе включали тренерскую работу с женскими сборными по волейболу, софтболу и баскетболу. Баскетболисткам она прививала атлетичный, скоростной стиль игры, в основу котоого легла тактика мужской команды Университета Северной Каролины, которую тренировал Дин Смит. Тактика команд Конрадт строилась на быстрых прорывах.
В 1975 году, после принятия Раздела IX, обеспечивающего равные с мужчинами возможности для занятий спортом спортсменкам-студенткам, в Техасском университете в Остине была создана отдельная женская спортивная программа, и через год её первый директор Донна Лопиано пригласила Конрадт на должность тренера баскетбольной и волейбольной команд. Через два года та сосредоточилась исключительно на работе с баскетболистками и вывела «Техас Леди Лонгхорнс» в единоличные лидеры Юго-Западной конференции NCAA. С 1978 по 1990 год её команда не потерпела ни одного поражения во встречах с соперницами из своей конференции, выиграв у них за это время 183 матча подряд.
На национальном уровне «Леди Лонгхорнс» также выступали успешно. К концу века на счету команды Конрадт было 20 сезонов с 20 и более победами и 9 сезонов — с 30 и более победами. Рекордным стал 1986 год, когда команда из Остина первой в истории NCAA не потерпела ни одного поражения за сезон, закончив его с чемпионским титулом после 34 побед. В этом сезоне, как и за два года до него, Конрадт признавалась лучшим тренером года по версии Ассоциации тренеров женского баскетбола (WBCA), а в общей сложности титул тренера года различные организации ей присваивали четыре раза. «Леди Лонгхорнс» под руководством Конрадт выходили в полуфинал чемпионата США ещё дважды — в 1987 и 2003 году.
С 1992 года совмещала работу тренера с постом директора женской спортивной программы Техасского университета в Остине. Конрадт стала первым тренером женских баскетбольных команд в NCAA, одержавшим со своими подопечными 700 побед. 800-ю победу её команда одержала 22 января 2003 года, а 900-ю — 6 марта 2007 года. В том же году Конрадт завершила тренерскую карьеру, к этому времени занимая второе место после Пэт Саммитт по количеству побед, одержанных в студенческом баскетболе США (вне зависимости от пола игроков). Из её 900 побед 117 были одержаны в первые шесть лет тренерской карьеры с командами Университета Сэма Хьюстона и Техасского университета в Арлингтоне.
Помимо работы с вузовскими командами, тренировала также женскую сборную США и в 1987 году привела её к победе на Панамериканских играх; это был первый титул женской баскетбольной команды США с 1963 года. 28 её воспитанниц стали профессиональными баскетболистками, она также подготовила четырёх олимпийских чемпионок. После ухода с поста тренера женской команды Техасского университета в Остине до 2018 года оставалась специальным консультантом женской спортивной программы этого вуза. Активно участвовала в общественной работе, собирая пожертвования в благотворительные фонды и на стипендии для перспективных спортсменов.

## Признание заслуг
Имя Джоди Конрадт в 1998 году было включено в списки Зала славы баскетбола (она стала второй женщиной в истории, удостоенной этой чести), а в 1999 году — в списки Зала славы женского баскетбола. Она также была членом Международного зала славы женского спорта с 1995, Зала славы женщин Техаса с 1986 и Зала спортивной славы Техаса c 1997 года.